# يوروكوبتر يو إتش-72 لاكوتا
يوروكوبتر يو إتش-72 لاكوتا  (بالإنجليزية: Eurocopter UH-72 Lakota)‏ هي مروحية ذات محركين مع دوار رئيسي واحد، وأربع ريش، وهي النسخة العسكرية من مروحية يوروكوبتر إي سي 145. ومن صناعة فرع يوروكوبتر الأمريكي، أنتجت في عام 2006. . تستخدم بشكل أساسي من قبل القوات البرية للولايات المتحدة. كان أول طيران لها في 2006. دخلت الخدمة في 2007، ومازالت في الخدمة حتى الآن. صنع منها 250 طائرة،
تم تسويقها في البداية باسم يو إتش-145، وفي أكتوبر 2006، منحت يوروكوبتر الأمريكية عقدا لإنتاج 345 طائرة لاستبدال أساطيل مروحيات الجيش الأمريكي والحرس الوطني التابع للجيش الاقدم من طرازي يو إتش-1إتش / في وأو إتش-58 كيوا / سي
.